# Españoles (Programa de televisión)
Españoles fue un programa de televisión, emitido por La 1 de Televisión española en 1983. Se emitía los lunes a las 23 horas.

## Formato
Se trataba de un programa de entrevistas en los que la presentadora, la periodista Victoria Prego dialogaba en profundidad sobre temas de actualidad sobre las más destacadas figuras políticas e institucionales de la España del momento. Al final de cada programa, se formulaban ocho preguntas realizadas telefónicamente por los espectadores desde sus casas en directo.

## Invitados
Entre las personalidades entrevistadas, se incluyen: 
- Alfonso Guerra, Vicepresidente del Gobierno (11-4-1983)
- Joaquín Ruiz Giménez, Defensor del Pueblo (2-5-1983)
- Manuel Fraga, Líder de la oposición (9-5-1983)
- Manuel Gutiérrez Mellado, ex-Vicepresidente del Gobierno (16-5-1983)
- Enrique Tierno Galván, Alcalde de Madrid (23-5-1983)
- Nicolás Redondo, Secretario General de UGT (30-5-1983)
- Federico Sáinz de Robles, Presidente del Tribunal Supremo (13-6-1983)
- Santiago Carrillo, ex-Secretario General del PCE (4-7-1983)
- Carlos Solchaga, Ministro de Industria (18-7-1983)
- Jordi Pujol, Presidente de la Generalidad de Cataluña (25-7-1983)
- Vicente Enrique y Tarancón, ex-Presidente de la Conferencia Episcopal (10-10-1983)
- Carlos Romero, Ministro de Agricultura (17-10-1983)
- Óscar Alzaga, Presidente del Partido Demócrata Popular (24-10-1983)
- Rafael Escuredo, Presidente de la Junta de Andalucía (31-10-1983)
- Txiki Benegas, Secretario General del Partido Socialista de Euskadi (7-11-1983)
- Narcís Serra, Ministro de Defensa (14-11-1983)
- José Federico de Carvajal, Presidente del Senado (21-11-1983)
- Gregorio Peces Barba, Presidente del Congreso de los Diputados (28-11-1983)
- Felipe González, Presidente del Gobierno (5-12-1983)